# 林裕峰
林 裕峰（はやし ゆうほう、1953年 - ）は京友禅作家・モバイルアート作家。京都府生まれ。京都手描友禅連合協同組合会員。京都染技同趣苑協同組合会員。くりすたるあーと代表。
祖父は日本画家、父は京友禅図案家。一つの刷毛に数色の色をつけて描く技法を開発し、京友禅界で活躍する。
特殊樹脂を筆で上塗りすることにより、そのままでは安定しない顔料を半永久的に留めることに成功し、1998年、くりすたるあーとを設立する。
京友禅の柄を友禅独自の素材を使用し、モバイル機器の表面に再現するという画期的な技法を認められ、シャープ、IBMなどのブースで実演を行う。

## 主な受賞歴
- 京展入選
- 日本伝統工芸デザイン賞
- 京都染織工芸技術部門入賞
- 京都染織総合展KBS賞